# Atilius Fortunatianus
Atilius Fortunatianus est un grammairien latin du IVe siècle. Il est l’auteur d’un traité sur la métrique ou prosodie, De Metris, dédié à l’un de ses élèves, un jeune homme de rang sénatorial qui désirait en apprendre plus sur la versification d’Horace.
Le manuel débute par une discussion sur les principes fondamentaux du mètre et les règles de prosodie les plus importantes, et s’achève par une analyse détaillée des mètres d’Horace. Les autorités convoquées sont Caesius Bassus et Juba le grammairien (en) avec son adaptation en latin de la Τέχνη d’Héliodore (en).
Fortunatianus est un nom courant dans les provinces d’Afrique, il est donc possible qu’Atilius soit un compatriote de Juba, de Terentianus Maurus et de Victorinus.
Le De metris a été édité en 1885 par Heinrich Keil dans son édition des Grammatici Latini (volume 6 : Scriptores artis metricae) ; il en a également donné une publication séparée ; une édition critique récente par Giuseppe Morelli a paru en 2011-2012.